# Jarosław Jagiełło
Jarosław Tomasz Jagiełło (* 15. Mai 1971 in Łódź) ist ein polnischer Politiker (ZChN, AWS, PiS, KORWiN, PSL) und war von 2005 bis 2015 Abgeordneter des Sejm in der V., VI. und VII. Wahlperiode.

## Leben und Beruf
Jagiełło studierte an der Universität Łódź Geschichte und schloss das Studium 2014 als Bachelor ab. Er arbeitete als Beamter. 2013 war er Mitinitiator der Wohltätigkeitskampagne „Entdecken und Helfen“ der Caritas im Erzbistum Łódź. 2021 war er Mitbegründer des Vereins „Tak, Polska!“

## Politik
Jagiełło, der zunächst der Zjednoczenie Chrześcijańsko-Narodowe (ZChN) angehörte, war in den Jahren 1998 bis 2002 Mitglied des Stadtrates von Łódź. Er wurde auf der Liste des Wahlbündnisses Akcja Wyborcza Solidarność, an dem sich die ZChN beteiligt hatte. Später trat er der Prawo i Sprawiedliwość (PiS) bei, für die er bei der Parlamentswahl 2001 vergeblich kandidiert hatte.
Bei den Parlamentswahlen 2005 wurde er für den Wahlkreis Łódź über die Liste der PiS Abgeordneter des Sejm. 2006 wurde er aufgrund seiner Teilnahme an einer oppositionellen Demonstration vom belarussischen Geheimdienst mehrere Stunden festgehalten. Bei den Sejmwahlen 2007 errang er mit 24.428 Stimmen für die PiS zum zweiten Mal ein Abgeordnetenmandat. Bei der Parlamentswahl 2011 wurde er zwar zunächst nicht gewählt, rückte aber bereits vor der ersten Sitzung für Dariusz Barski nach. Er war Mitglied der Sejm-Kommissionen für Nationale und Ethnische Minderheiten sowie für Öffentliche Finanzen. Mitte September 2015 schloss er sich der Partei KORWiN an und vertrat diese bis zum Ende der Wahlperiode im Sejm. Bei der Parlamentswahl 2015 trat er nicht erneut an. 2019 wechselte er zur Polskie Stronnictwo Ludowe, für die er bei der Parlamentswahl 2019 antrat.